# Сахалинский театр кукол
Сахалинский театр кукол — государственное автономное учреждение культуры, театр кукол в городе Южно‐Сахалинск, расположенный по адресу: Коммунистический проспект, 28а.

## История
Единственный на Сахалине театр кукол был создан в 1981 году небольшой группой энтузиастов во главе с заслуженным деятелем искусств Бурятской АССР Владимиром Ральчуком.
Дебютным спектаклем на сцене Сахалинского театра кукол стала сказка по пьесе югославского писателя Воймила Рабадана «Маленькая Фея». (19 февраля 1981 года).
В 1982–1983 году театр располагался в арендуемом помещении клуба «Строитель» по Сахалинской улице, 34-а. 1 июня 1984 года областному театру кукол в здании Центра по начислению и выплате пенсий на улице Карла Маркса, 24 было выделено помещение.  В нём Сахалинский кукольный и прожил большую часть своей жизни. 
В 1994–1995 годах главным режиссером театра являлся Владислав Панкратов.
В новом здании театр располагается с 15 августа 2011 года.
В театр многие годы приезжают на постановки известнейшие мастера режиссуры Москвы,Санкт‐Петербурга, других театров России и зарубежья, среди них и Станислав Железкин, Борис Константинов, Петру Вуткэрэу. Появились спектакли для взрослой аудитории: «Линии судьбы», «Одержимая любовью», «По ту сторону Гоголя», «Иоанна и огонь», «Икар», «Оскар и Розовая Дама», «Госпожа‐Пани-миссис…«, «Танабата».
С недавних пор театр показывает спектакли и для подростков: «Журавлиные перья», «Старая сказка», «Иосиф Бродский. Все это было…», «Поллианна». В репертуаре и спектакли "для самых маленьких" от 1,5 лет -  «Театр в ладошке»: «Три бабочки», «Лесные художники», «Медвежонок Топтыжка»,  «Айвик и Зявик», «Лесная музыка».
Всего в репертуаре театра сегодня более 40 самых разных сказок и пьес.

## Фестивали
Театр является организатором международного фестиваля театров кукол «На островах чудес», состоявшегося в первый раз в сентябре 2011 года
В первом фестивале приняли участие представители Венгрии, Эстонии, Японии, Турции, Кореи. Россию представляли театры кукол из Омска, Бурятии, Вологды, Мытищ.
Второй Сахалинский международный фестиваль театров кукол «На островах чудес» проходил с 7 по 15 октября 2013 года. Его участниками стали 13 театров из Литвы, Турции, Японии, Южной Кореи, Испании, Болгарии. Российские театры из Санкт‐Петербурга, Московской области, Кургана, Иваново, Петропавловск‐Камчатского. В числе почетных гостей – известные театральные деятели: главный художник театра имени Образцова, известный мультипликатор Сергей Алимов; основатель паневежского Театра кукол на колесах, лауреат малой Нобелевской премии Антанас Маркуцкис; народный артист России, бессменный руководитель театра кукол «Огниво», президент ассоциации кукольников «21 век» Станислав Железкин; режиссёр‐постановщик театра имени Образцова Екатерина Образцова; доктор философских наук Власта Смалакова; президент российского центра «УНИМА» Елена Иванова; театральный продюсер Давид Бурман.

## Труппа
| - Антонина Добролюбова — Заслуженный работник культуры РФ. Художественный руководитель театра. Награждена почетной грамотой Министерства культуры Сахалинской области - Александр Маковецкий - Александр Котов - Андрей Осипенко - Евгения Тодика — Заслуженная артистка Сахалинской области. - Олеся Смирнова - Ольга Д.—Сергиенко - Марина Смирнова — Заслуженный работник культуры Сахалинской области. Штатный заместитель председателя Сахалинского регионального отделения Союза театральных деятелей РФ. Награждена почетной грамотой Мин. культуры Сахалинской области и почетной грамотой правительства Сахалинской области. - Любовь Кузнецова - Лолита Душкина - Семён Добролюбов - Андрей Рубанов - Руслан Гараисаев - Артём Прокопчук - Степан Камелин - Даниэль Черемных - Земская Ксения - Юлия Тронина - Оксана Царёва - Безлюдко Мария - Агошкова Ирина - Полетаева Алина |